# روس فيتزباتريك
روس فيتزباتريك (بالإنجليزية: Ross Fitzpatrick)‏ هو سياسي كندي، ولد في 4 فبراير 1933 بكيلونا في كندا. حزبياً، نشط في الحزب الليبرالي الكندي. وقد انتخب عضو مجلس الشيوخ الكندي.